# Tomislav Butina
Tomislav Butina (ur. 30 marca 1974 w Zagrzebiu) – piłkarz chorwacki grający na pozycji bramkarza.

## Kariera klubowa
Butina jest wychowankiem małego klubu Radnik Velika Gorica. W połowie lat 80. trafił do szkółki piłkarskiej Dinamo Zagrzeb. W pierwszej drużynie Dinama znalazł się już w 1991 roku, ale ze względu na niepodważalną pozycję w zespole Dražen Ladicia, Butina nie miał żadnych szans na grę, toteż w 1994 zdecydował, że chce być wypożyczony. I tak przez 3 kolejne sezony Butina był wypożyczany z Dinama – w sezonie 1994/1995 do NK Karlovac, 1995/1996 do NK Samobor, a 1996/1997 do NK Slaven Belupo. Latem 1997 powrócił do Dinama, ale pierwszym bramkarzem klubu został dopiero w sezonie 2000/2001, kiedy Ladić zakończył piłkarską karierę. Poprzednio udało mu się zagrać tylko kilka meczów w lidze oraz 3 w Lidze Mistrzów, kiedy Ladić leczył kontuzję. Pierwszym bramkarzem Dinama Butina był do roku 2003, wtedy to przeszedł do belgijskiego Club Brugge. W Belgii grał 3 lata. W sezonie 2003/2004 nie zdołał wywalczyć miejsca w bramce, o które walczył z weteranem Dany Verlindenem i Stijn Stijnenem. W 2006 roku skończył mu się kontrakt z belgijskim klubem i postanowił go nie przedłużać, a nazajutrz podpisał nowy z Olympiakosem Pireus, a Brugge nie otrzymało za Butinę ani centa.
Butina w swojej dotychczasowej klubowej karierze był 4-krotnie mistrzem Chorwacji z Dinamem (lata 1998, 1999, 2000 i 2003). Także z tym zespołem 3-krotnie zdobył Puchar Chorwacji (1998, 2001, 2003). Z Brugge natomiast w 2005 roku wywalczył mistrzostwo Belgii, a rok wcześniej, w 2004 roku, Puchar Belgii.
| Sezon   | Klub           | Kraj      | Rozgrywki               | Mecze | Bramki |
| ------- | -------------- | --------- | ----------------------- | ----- | ------ |
| 1997/98 | Dinamo Zagrzeb | Chorwacja | Prva HNL                | 6     | 0      |
| 1998/99 | Dinamo Zagrzeb | Chorwacja | Prva HNL                | 6     | 0      |
| 1999/00 | Dinamo Zagrzeb | Chorwacja | Prva HNL                | 0     | 0      |
| 2000/01 | Dinamo Zagrzeb | Chorwacja | Prva HNL                | 29    | 0      |
| 2001/02 | Dinamo Zagrzeb | Chorwacja | Prva HNL                | 30    | 0      |
| 2002/03 | Dinamo Zagrzeb | Chorwacja | Prva HNL                | 32    | 0      |
| 2003/04 | Club Brugge    | Belgia    | Eerste Klasse           | 9     | 0      |
| 2004/05 | Club Brugge    | Belgia    | Eerste Klasse           | 33    | 0      |
| 2005/06 | Club Brugge    | Belgia    | Eerste Klasse           | 19    | 0      |
| 2006/07 | Olympiakos SFP | Grecja    | Alpha Ethniki           | 2     | 0      |
| 2007/08 | Olympiakos SFP | Grecja    | Alpha Ethniki           | 0     | 0      |
|         |                |           | Łącznie w Prva HNL      | 105   | 0      |
|         |                |           | Łącznie w Eerste Klasse | 56    | 0      |
|         |                |           | Łącznie w Alpha Ethniki | 2     | 0      |

## Kariera reprezentacyjna
W reprezentacji Chorwacji Butina zadebiutował 5 września 2001 roku w wygranym 4:0 meczu z reprezentacją San Marino. Butina został wkrótce powołany do kadry na finały Mistrzostwa Świata 2002, gdzie był tylko rezerwowym bramkarzem dla Stipe Pletikosy i wszystkie 3 mecze przesiedział na ławce rezerwowych. Jednak w 2004 roku na Euro 2004 role się odwróciły. Pletikosa doznał kontuzji, a miejsce między słupkami zajął właśnie Butina i to on zagrał we wszystkich 3 meczach Chorwatów, którzy nie zdołali wyjść z grupy. Także w eliminacjach do Mistrzostw Świata w Niemczech Butina był pierwszym bramkarzem i zagrał w nich 8 na 10 możliwych meczów. Na samych mistrzostwach jednak znów był tylko rezerwowym dla Pletikosy i po finałach zdecydował się zakończyć swoją karierę w reprezentacji. Ogółem w kadrze Butina rozegrał 28 meczów, a ostatni zagrał jeszcze przed mistrzostwami w Niemczech – 3 czerwca 2006 roku w Wolfsburgu przegrany 1:0 z reprezentacją Polski.